# TVLine
TVLine es un sitio web dedicado a informar sobre noticias y spoilers de programas de televisión.

## Historia

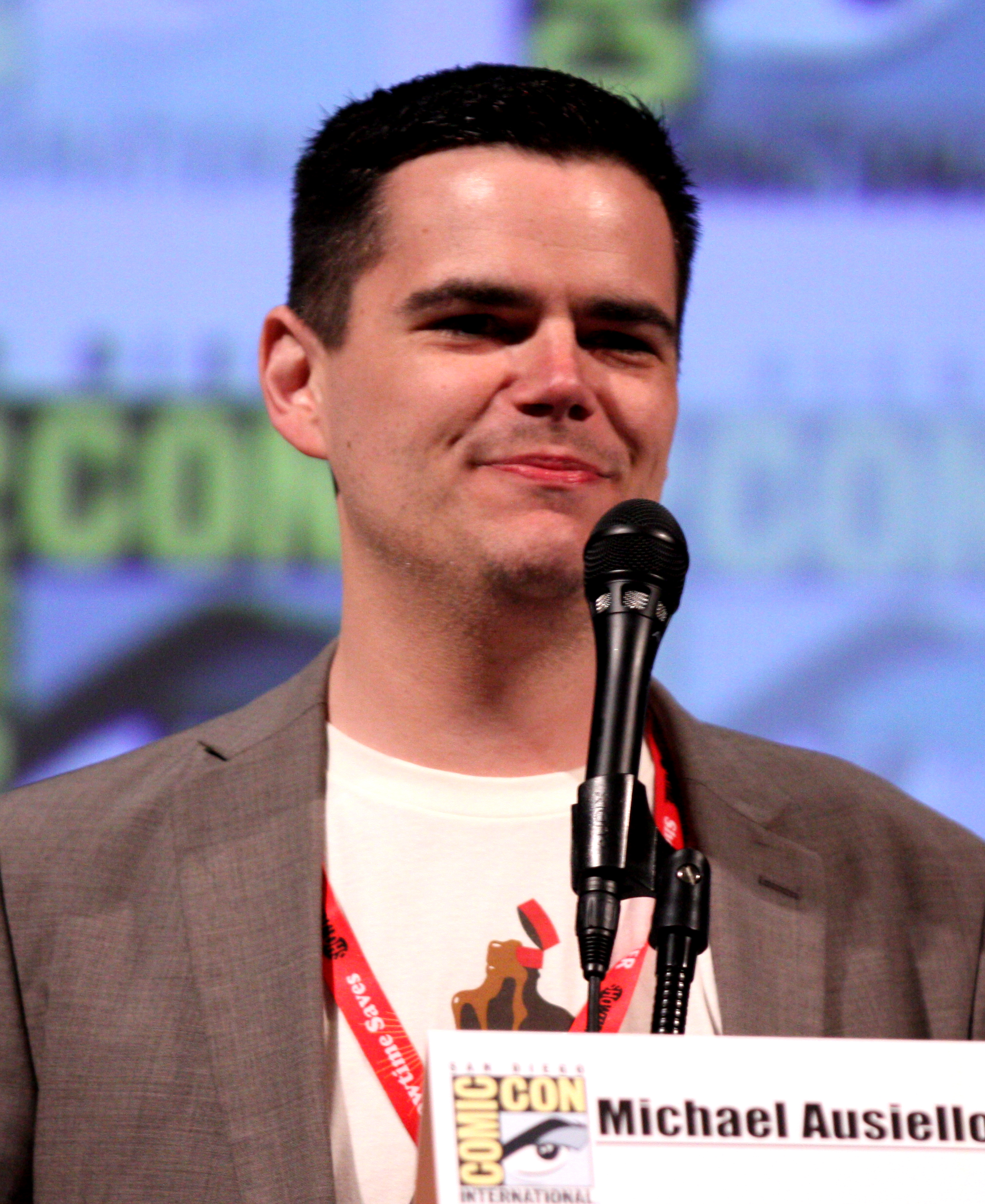
Michael Ausiello, fundador de TVLine

A finales de 2010, el periodista de Entertainment Weekly Michael Ausiello anunció que abandonaba dicho medio tras dos años trabajando en él para crear una página web centrada en los contenidos televisivos en colaboración con PMC. Posteriormente anunció que su compañero en Entertainment Weekly Michael Slezak, la periodista de E! Megan Masters y el periodista de TV Guide Matt Mitovich se unirían a su proyecto.
El sitio web fue lanzado el 5 de enero de 2011, triplicando las expectativas de tráfico web en sus primeros seis días.
A principios de 2011, un informe de TV by the Numbers analizó las calificaciones de la página de cuatro sitios web de televisión: TVLine, su sitio hermano Deadline, TheWrap y la propia TV by the Numbers. Con un poco más de 1 millón de visitas diarias a la página, TVLine venció a los tres competidores. Un informe similar en el verano de 2012 comparó a TVLine nuevamente con otros tres sitios web: Deadline, The Hollywood Reporter y HitFix. TVLine alcanzó un máximo de aproximadamente 23 millones de páginas vistas mensuales, solo superada por The Hollywood Reporter.